# Knut Almqvist
Knut Fredrik Gerhard Almqvist i riksdagen kallad Almqvist i Janslunda, född 31 oktober 1863 i Jakob och Johannes församling, Stockholms stad, död 26 augusti 1937 i S:t Görans församling, Stockholms stad, var en svensk godsägare och riksdagsman. Han var son till statsrådet Ludvig Teodor Almqvist.
Almquist var som riksdagsman ledamot av andra kammaren 1896–1911, invald i Åkers och Selebo häraders valkrets. I riksdagen skrev han 15 egna motioner i skilda ämnen som alkoholpolitik, om arfvodet för kontroll vid denaturering af bränvin, Mälarens reglering och åtgärder för att ge almanackan en mer tidsenlig namnlängd. Han var även ledamot av stadsfullmäktige i Strängnäs.